# Минарди, Томмазо
Томмазо Минарди (итал. Tommaso Minardi; 4 декабря 1787, Фаэнца — 12 января 1871 , Рим) — итальянский  художник, теоретик искусства, педагог, работавший в Фаэнце, Риме, Перудже и других городах Италии. Творил во время перехода от неоклассицизма к романтизму.
Один из основателей итальянского движения назарейцев.

## Биография
Сын фармацевта.
Изучал искусство, и в частности, рисование, в частной школе Джузеппе Заули. В 1803 году отправился в Рим, где продолжил обучение, благодаря пятилетней стипендии, предоставленной Компанией Сен-Грегуар; чтобы доказать свои успехи, от него требовалось каждый год отправлять одну из своих работ в Фаэнцу. В 1810 году стал победителем конкурса, учрежденного Академией изящных искусств Болоньи, что гарантировало ему трехлетнее пребывание в Риме, где ему предстояло работать всю жизнь, находясь в контакте с видными деятелями художественной и политической жизни города.
Творил сперва, следуя неоклассическому направлению, затем, под влиянием творчества назарейцев, обратившись к пуризму, манифест которого был опубликован Антонио Бьянкини в 1843 году.
Со временем стал известным педагогом, преподавал в Академии Святого Луки в Риме.
Писал об искусстве. В числе его известных учеников: Джованни Больдини,Пелегрин Клаве, Чезаре Фракассини, Джованни Баттиста Баланти Грациани, Антонио Чизери, Шипионе Ваннутелли и др.
Среди его картин преобладают религиозные сюжеты («Явление Богородицы святому Станиславу Костке», 1824, Рим); «Мадонна с чётками», 1840, Рим, Национальная галерея современного искусства). Особенно удачен его «Автопортрет в кабинете» (1813, Уффици). Автор многочисленных рисунков, хранящихся в Капитолийской картинной галерее, в Галерее современного искусства в Риме, в Уффици, в картинной галерее Фаэнцы.

## Избранные работы
- Диоген
- Разрушение Иерусалимского храма
- Видение Генриха Мореплавателя
- Автопортрет